# Douya-Onoye
Douya-Onoye är ett departement i Gabon. Det ligger i provinsen Ngounié, i den centrala delen av landet, 290 km sydost om huvudstaden Libreville. Antalet invånare är 37 699.